# Maik Albrecht
Maik Albrecht (* 1981 in Hettstedt) ist ein in China lebender deutscher Kampfsportler. Im Jahre 2006 hat er – als erster Nichtchinese – auf der Weltmeisterschaft für traditionelles Wushu in der Profiklasse eine Goldmedaille gewonnen.

## Leben
Im Alter von zehn Jahren begann Albrecht, Karate zu lernen.
Ende der 1990er Jahre lernte Albrecht seinen heutigen Meister Li Zhenghua kennen. Er folgte Li nach China und trainierte unter anderen Baguazhang, Tang Lang Quan und Zuibaxian.
Im Jahre 2006 trat Albrecht als einziger Ausländer in der Profigruppe der Provinz Hubei bei der Weltmeisterschaft der IWUF im traditionellen Wushu an und gewann Gold und Silber.
Obwohl er in Deutschland noch relativ unbekannt ist, hat er in China einiges an medialer Aufmerksamkeit auf sich gelenkt. Auch das Chinesische Fernsehen berichtete mehrfach über Albrecht.
Maik Albrecht begleitete Daniela Katzenberger für die Sendung Daniela Katzenberger – natürlich blond (Vox) 2011 durch China als Reiseführer.